# Giovanni Vasa
Johan Vasa (Uppsala, 18 aprile 1589 – Norrköping, 5 marzo 1618) è stato un duca svedese.

## Infanzia
Johan nacque nel 1589. All’età di un anno gli fu conferito il titolo di Duca di Östergötland e i conti di Åland e Bråborg. Rimase orfano di padre a soli tre anni e perse la madre dopo aver compiuto otto anni. La sua educazione fu affidata allo zio, il duca Karl, che lo crebbe come un proprio figlio insieme al cugino più giovane, il futuro re Gustaf Adolf.
Nel 1599, dopo che il fratellastro Zygmunt III fu deposto, lo zio Karl IX assunse il potere, nonostante Johan, allora bambino di dieci anni, fosse formalmente il successore legittimo secondo l’ordine di successione. Nel 1604, con la pace di Norrköping, Johan rinunciò formalmente ai diritti al trono in cambio della promessa di diversi territori ducali, tra cui parti settentrionali e occidentali di Östergötland, le contee di Kinda e Ydre in Småland, la contea di Läckö e l’intera regione del Dalarna.
Nel 1605 partecipò al governo del regno con la regina Christine von Schleswig-Holstein-Gottorf e il consiglio reale, mentre Karl IX era impegnato in campagne militari in Livonia. L’anno successivo ottenne ufficialmente il possesso dei ducati, che nel 1609 subirono delle modifiche: cedette Läckö e Dalarna in cambio della contea di Stegeborg.
Alla morte di Karl IX nel 1611, Johan prese parte alla reggenza. Durante la Dieta di Nyköping dello stesso anno, Gustaf II Adolf fu incoronato re e Johan confermò nuovamente la rinuncia ai diritti dinastici. Come riconoscimento, gli fu concesso un ampliamento del suo ducato con alcune contee in Västergötland.

## Governo
Il 29 novembre 1612 Johan sposò la cugina Maria Elisabeth Vasa, figlia di Karl IX, presso il castello Tre Kronor di Stoccolma. Maria Elisabeth nacque il 10 marzo 1596 al castello di Örebro e morì il 7 agosto 1618 al castello di Bråborg. Il matrimonio fu privo di figli e definito infelice, e Maria Elisabeth morì prematuramente a soli 22 anni.

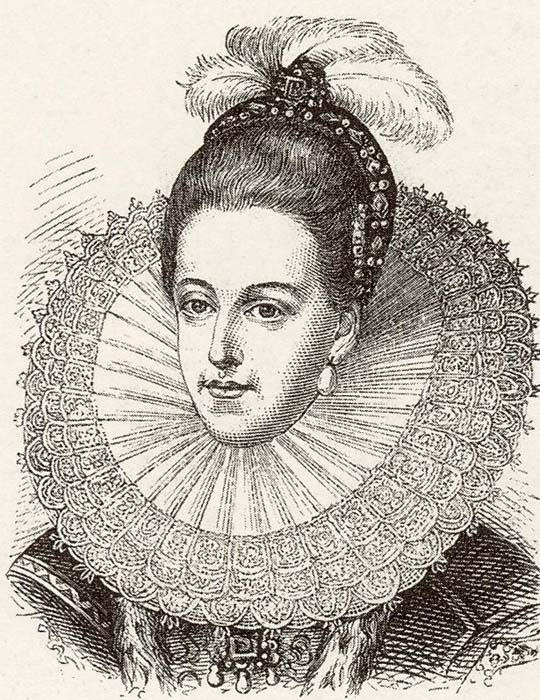

Johan fece costruire la fortezza Motala Hus e risiedette occasionalmente al castello di Vadstena. Ebbe un ruolo importante nello sviluppo di Norrköping, tracciando le linee guida per il quartiere di Saltängen e fondando l’industria di Holmen, specializzata nella produzione di armi. Nel 1608 rinnovò e ampliò i privilegi della città di Skövde, trasformandola tra il 1612 e il 1618 in sede vescovile, affidando la carica di superintendent a Sylvester Phrygius. Non vide mai completato il castello Johannisborg, la cui costruzione mise in difficoltà finanziarie il ducato.
Johan esercitò inoltre il diritto di coniare monete proprie, emettendo monete a Vadstena e Söderköping tra il 1608 e il 1618.

## Eredità e memoria
L’influenza di Johan Vasa è oggi visibile nella toponomastica di alcune località del suo ex-ducato. A Skövde, la piazza e la via principali sono intitolate a lui, rispettivamente come Hertig Johans torg e Hertig Johans gata. Analogamente, un quartiere di Mjölby ne porta il nome.
Il suo ruolo politico, pur subordinato nella linea di successione, ha lasciato un’impronta significativa nell’amministrazione locale e nella memoria storica delle regioni da lui governate.

## Morte
Morì nel 1618 durante i lavori e fu sepolto nel Duomo di Linköping.

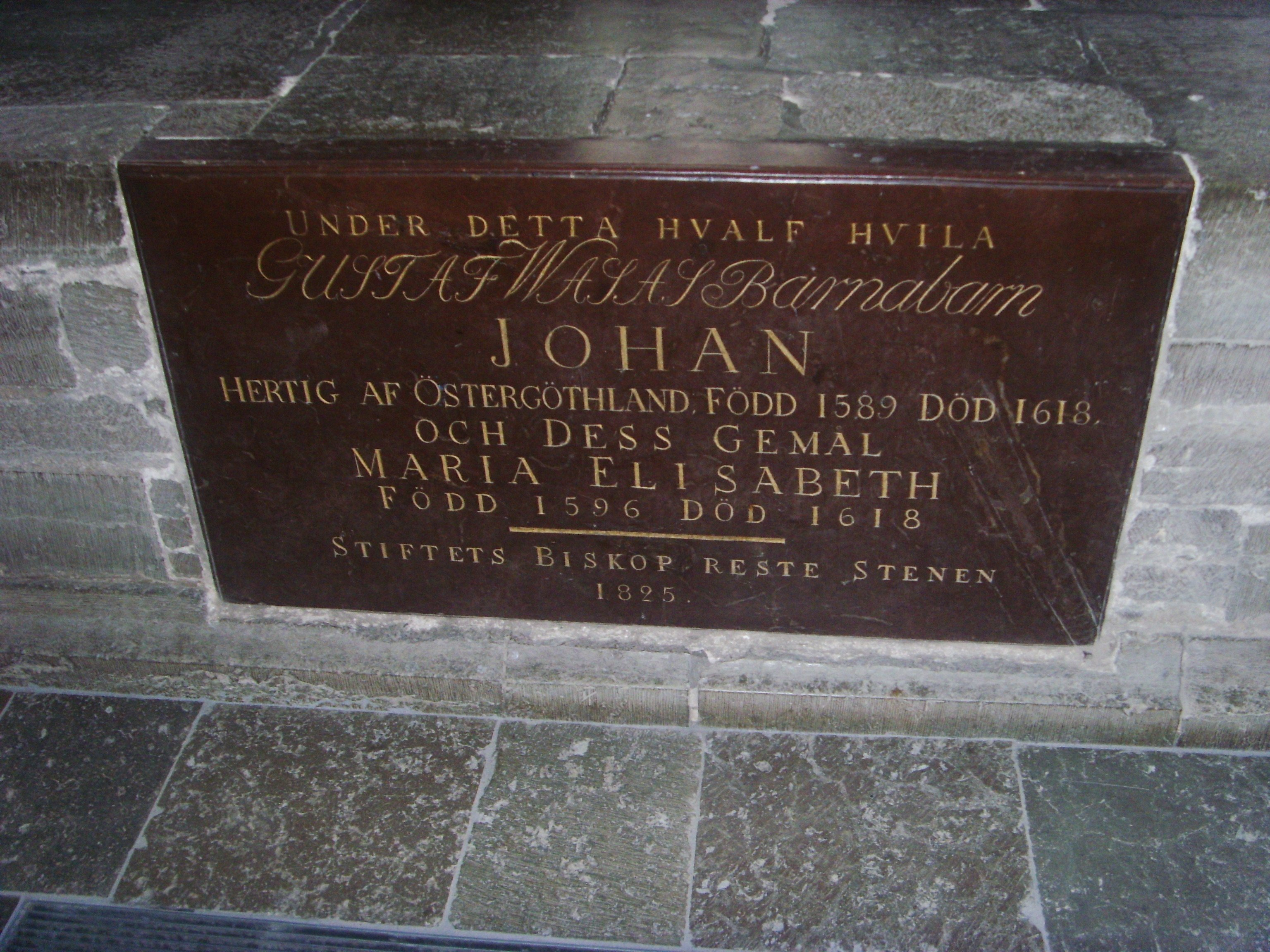

## Albero genealogico
|                             |   |                               | Genitori                          |  |  | Nonni |  |  | Bisnonni            |  |  | Trisnonni                |  |
|                             |   |                               |                                   |  |  |       |  |  | Erik Johansson Vasa |  |  | Johan Kristiernsson Vasa |  |
|                             |   |                               |                                   |  |  |       |  |  | Erik Johansson Vasa |  |  | Johan Kristiernsson Vasa |  |
|                             |   | Birgitta Gustavsdotter Sture  |                                   |  |  |       |  |  | Erik Johansson Vasa |  |  |                          |  |
| Gustaf I                    |   |                               |                                   |  |  |       |  |  | Erik Johansson Vasa |  |  |                          |  |
|                             |   | Cecilia Månsdotter Eka        | Måns Karlsson Eka                 |  |  |       |  |  |                     |  |  |                          |  |
|                             |   | Cecilia Månsdotter Eka        | Måns Karlsson Eka                 |  |  |       |  |  |                     |  |  |                          |  |
|                             |   | Cecilia Månsdotter Eka        | Sigrid Eskilsdotter Banér         |  |  |       |  |  |                     |  |  |                          |  |
| Johan III                   |   | Cecilia Månsdotter Eka        |                                   |  |  |       |  |  |                     |  |  |                          |  |
|                             |   | Erik Abrahamsson Leijonhufvud | Abraham Kristiernsson Leijonhuvud |  |  |       |  |  |                     |  |  |                          |  |
|                             |   | Erik Abrahamsson Leijonhufvud | Abraham Kristiernsson Leijonhuvud |  |  |       |  |  |                     |  |  |                          |  |
|                             |   | Erik Abrahamsson Leijonhufvud | Birgitta Månsdotter Natt och Dag  |  |  |       |  |  |                     |  |  |                          |  |
| Margherita Leijonhufvud     |   | Erik Abrahamsson Leijonhufvud |                                   |  |  |       |  |  |                     |  |  |                          |  |
|                             |   | Ebba Eriksdotter Vasa         | Erik Karlsson Vasa                |  |  |       |  |  |                     |  |  |                          |  |
|                             |   | Ebba Eriksdotter Vasa         | Erik Karlsson Vasa                |  |  |       |  |  |                     |  |  |                          |  |
|                             |   | Ebba Eriksdotter Vasa         | Anna Karlsdotter Vinstorpa        |  |  |       |  |  |                     |  |  |                          |  |
| Johan                       |   | Ebba Eriksdotter Vasa         |                                   |  |  |       |  |  |                     |  |  |                          |  |
|                             | … | …                             |                                   |  |  |       |  |  |                     |  |  |                          |  |
|                             | … | …                             |                                   |  |  |       |  |  |                     |  |  |                          |  |
|                             | … | …                             |                                   |  |  |       |  |  |                     |  |  |                          |  |
| Johan Axelsson Bielke       | … |                               |                                   |  |  |       |  |  |                     |  |  |                          |  |
|                             |   | …                             | …                                 |  |  |       |  |  |                     |  |  |                          |  |
|                             |   | …                             | …                                 |  |  |       |  |  |                     |  |  |                          |  |
|                             |   | …                             | …                                 |  |  |       |  |  |                     |  |  |                          |  |
| Gunilla Bielke              |   | …                             |                                   |  |  |       |  |  |                     |  |  |                          |  |
|                             |   | …                             | …                                 |  |  |       |  |  |                     |  |  |                          |  |
|                             |   | …                             | …                                 |  |  |       |  |  |                     |  |  |                          |  |
|                             |   | …                             | …                                 |  |  |       |  |  |                     |  |  |                          |  |
| Margareta Axelsdotter Posse |   | …                             |                                   |  |  |       |  |  |                     |  |  |                          |  |
|                             |   | …                             | …                                 |  |  |       |  |  |                     |  |  |                          |  |
|                             |   | …                             | …                                 |  |  |       |  |  |                     |  |  |                          |  |
|                             |   | …                             | …                                 |  |  |       |  |  |                     |  |  |                          |  |
|                             |   | …                             |                                   |  |  |       |  |  |                     |  |  |                          |  |